# قوزان (ایجرود)
قوزان (ایجرود)، روستایی از توابع بخش مرکزی شهرستان ایجرود در استان زنجان ایران است.

## جمعیت
این روستا در دهستان گلابر قرار دارد و براساس سرشماری مرکز آمار ایران در سال ۱۳۸۵، جمعیت آن ۵۲۰ نفر (۱۳۴خانوار) بوده‌است.